# NGC 5754
NGC 5754 је спирална галаксија у сазвежђу Волар која се налази на NGC листи објеката дубоког неба.
Деклинација објекта је + 38° 43' 58" а ректасцензија 14h 45m 19,6s. Привидна величина (магнитуда) објекта NGC 5754 износи 13,1 а фотографска магнитуда 13,9. NGC 5754 је још познат и под ознакама UGC 9505, MCG 7-30-61, CGCG 220-52, ARP 297, IRAS 14432+3856, PGC 52686.